# شقة ستة (مسلسل)
شقة ستة هو مسلسل رعب غموض مصري من إنتاج سنة 2021. المسلسل من إخراج محمود كامل، وقصة مصطفى يوري، وسعاد القاضي، وتأليف سعاد القاضي، ورفيق القاضي، ونبيل شعيب، ومحمود وحيد، ومن إنتاج شركة سيدرز آرت برودكشن، ومن بطولة روبي، وأحمد حاتم، وصلاح عبد الله، وهاني عادل، ورحاب الجمل، ومحمود البزاوي، وسماء إبراهيم، وملك قورة، وحمزة العيلي، وتامر نبيل. يتناول المسلسل قصة الصحفية إنجى بعد انتقالها إلى شقة جديدة، تتعرض إلى سلسلة من الأحداث الغريبة التي تدفعها للتحقيق في مجموعة جرائم حدثت في الماضي.

## ملخص القصة
تدور أحداث المسلسل حول شقة تحمل رقم 6 في إحدى العمارات التي تعيش فيها الصحفية إنجي مع جيرانها، وتحدث أشياء مرعبة داخل هذه الشقة يتفاجأ بها سكان العمارة ومن هنا يعيش الجيران إحداث الرعب والخوف.

## طاقم التمثيل
| - روبي: انجي - أحمد حاتم: يوسف - صلاح عبد الله: ماهر - هاني عادل: ياسر - رحاب الجمل: ناهد - محمود البزاوي: زاهي - سماء إبراهيم: صباح - ملك قورة: - حمزة العيلي: زياد - تامر نبيل: ممدوح - هيا فياض | - آيه عبد الرازق: ياسمين - محمود وحيد - هالة سمير - الطفلة كنزي - عمر الشريف - أحمد عبد المنعم - محمد نبيل - رضوى البلكي - عبير فاروق - رامز سليمان - محمد عزت | - حاتم رضا: صاحب الكافيتريا - فيدرا: سيكا - محمد التاجي:الاستاذ فهمي - عرفة عبد الرسول - ياسر الطوبجي - رضا إدريس - مريهان مجدي - محمد رضوان - مصطفي سالم: وكيل النيابة - ريم عبد القادر |

بالإشتراك مع:
أمل عيد- نعيمة عيسي - صبري الهواري - إيمي مجاهد - وائل بحر - أحمد الخواجة - محمود الشرقاوي - محمد أشرف - رضوى البلكي - محمد عاطف - سيد المغازي - سحر مراد - يوسف البسيوني - أسامة نور الدين - مصطفى الدمرداش - دعاء عبيد - أحمد يوسف - نور سعيد - وائل ترك - هالة حجازي - سيد زكريا نادر ماندو - تمارا

## وصلات خارجية
شقة ستة على موقع قاعدة بيانات الأفلام العربية